# سكوت ماكينا
سكوت ماكينا (بالإنجليزية: Scott McKenna)‏ (12 نوفمبر 1996 في المملكة المتحدة - ) هو لاعب كرة قدم بريطاني في مركز الدفاع.

## مسيرته الكروية
لعب سكوت ماكينا خلال مسيرته الاحترافية مع 3 أندية في عشرة مواسم وسجل خلالها 8 أهداف ضمن 114 مباراة. ولم يفز بأي موسم بالكأس أو بالدوري.
خاض سكوت ماكينا مسيرته مع نادي أبردين في موسم 2013–14 في المرة الأولى ليلعب معه أربعة مواسم ثم في موسم 2017–18 واستمر معه طيلة ثلاثة مواسم، مشاركًا طوالها في 87 مباراة سجل خلالها 6 أهداف. ثم انتقل إلى نادي آير يونايتد في موسم 2014–15 في المرة الأولى لمدة موسم واحد ثم في موسم 2016–17 لمدة موسم واحد، حيث شارك طوالها في 23 مباراة سجل خلالها هدفين. لينتقل بعدها إلى نادي ألوا أثليتيك في موسم 2015–16 لمدة موسم واحد، مشاركًا في 4 مباريات ولم يسجل أي هدف.

## روابط خارجية
- سكوت ماكينا على موقع الاتحاد الدولي (مؤرشف)  (الإنجليزية)
- سكوت ماكينا على موقع الاتحاد الأوربي (الإنجليزية)
- سكوت ماكينا على موقع الاتحاد الإسكتلندي (الإنجليزية)
- سكوت ماكينا على موقع إي إس بي إن إف سي (الإنجليزية)
- سكوت ماكينا على موقع قاعدة بيانات كرة القدم.إي يو (الإنجليزية)
- سكوت ماكينا على موقع ناشيونال فوتبول تيمز (الإنجليزية)
- سكوت ماكينا على موقع Soccerbase.com (لاعب) (الإنجليزية)
- سكوت ماكينا على موقع Soccerway.com (الإنجليزية)
- سكوت ماكينا على موقع عالم كرة القدم.نت (الإنجليزية)